# Акаральський сільський округ
Акара́льський сільський округ (каз. Ақарал ауылдық округі, рос. Акаралский сельский округ) — адміністративна одиниця у складі Меркенського району Жамбильської області Казахстану. Адміністративний центр — село Акарал.
Населення — 4011 осіб (2021; 3318 у 2009, 3331 у 1999, 3736 у 1989).
Станом на 1989 рік існувала Краснооктябрська сільська рада (села Краснооктябрське, Спатай). 1997 року Акаральський сільський округ був ліквідований та переданий до складу Саримолдаєвського сільського округу. 2002 року Акаральський сільський округ був відновлений.

## Склад
До складу округу входять такі населені пункти:
| Населений пункт | Старі назви      | Населення, осіб (1989) | Населення, осіб (1999) | Населення, осіб (2009) | Населення, осіб (2021) |
| --------------- | ---------------- | ---------------------- | ---------------------- | ---------------------- | ---------------------- |
| Акарал, село    | Краснооктябрське | 2403                   | 2186                   | 2206                   | 2572                   |
| Сипатай, село   | Спатай           | 1333                   | 1145                   | 1112                   | 1439                   |